# ليفوأمفيتامين
ليفوأمفيتامين (بالإنجليزية: Levoamphetamine)‏ هو دواء يُستعمل في علاج:
- اضطراب نقص الانتباه مع فرط النشاط (منذ 15 يوليو 1969)[9]
- نوم قهري (منذ 15 يوليو 1969)[9]